# 森南海子
森 南海子（もり なみこ、1934年7月9日 - ）は、日本の服飾デザイナー、エッセイスト。

## 略歴
大阪府大阪市出身。大阪府立北野高等学校卒。本名は松村南海子。
大阪の阪神百貨店の洋服売り場で当時「お直し」や「修繕」と言われていた洋服のリフォームの店を出した。日本に「リフォーム」という言葉を根付かせたとされ、また布の蒐集家としても知られる。
収集した千人針は1994年に沖縄・読谷村の資料館に寄贈された。

## 著書
- 『洋服のリフォーム 家庭でできるハイセンスの更生実例集』 (主婦の友新書)主婦の友社 1963
- 『愛と悩みの記録 世界の女性身上相談』 (ヒット・ブックス)サンケイ新聞出版局 1964
- 『ふだん着のヨーロッパ』 (三一新書)三一書房 1964
- 『やさしいリフォーム』中央公論社 1974
- 『おしゃれなあなたに 忘れられたものは何か?』朱鷺書房 1976
- 『続・おしゃれなあなたに 手作りのおしゃれを楽しみませんか』朱鷺書房 1976
- 『ちっちゃいママと呼ばれて』ミネルヴァ書房 1978
- 『からだの不自由な人のおしゃれ』発売: 朱鷺書房 (大阪) 1978
- 『手縫いのリフォーム』情報センター出版局 1980
- 『手縫いの服づくり』情報センター出版局 1981
- 『手縫いのこころ』海竜社 1981、(知的生きかた文庫)三笠書房 1987
- 『小物を縫う』情報センター出版局 1982
- 『家族を想う やさしい手縫い』情報センター出版局 1983
- 『手縫いの輪』海竜社 1984
- 『森南海子の手縫いの本』 (手縫いの会報 1) 情報センター出版局 1984
- 『千人針』情報センター出版局 1985
- 『ママはリフォーム屋 母と子の絆の服づくり121種』海竜社 1989
- 『袋物のはなし』未来社 1992
- 『手縫いの旅』新潮社 1993
- 『手縫いの服づくり』情報センター出版局 1994
- 『母と私の老い支度』未来社 1995
- 『お世話になったような、ならないような』三五館 1999
- 『独りずつの家族 母、私、娘そして猫』三五館 2001
- 『からだをいたわる服づくり 入院のときもおしゃれに』未來社 2003、情報センター出版局 2007
- 『千人針は語る』海竜社 2005
- 『沖縄手づくり紀行』海竜社 2005
- 『布への祈り 手縫いでリフォーム』三五館 2010
- 『私のエプロン図鑑』三五館 2013

### 監修
- 『ばぁばに教わる役立つ家事の知恵311』阿部絢子, 佐橋慶女, 吉沢久子共監修. 日本ヴォーグ社 2008